# Oleh Protasov
Oleg Protasov (n. 4 februarie 1964, Dnipropetrovsk, RSS Ucraineană, URSS) este un fost un atacant de fotbal și un membru cheie al echipei naționale de fotbal a URSS de-a lungul deceniului al nouălea al secolului XX. Cu cele 29 de goluri marcate, Protasov se află pe poziția secundă în istoria Uniunii Sovietice, fiind depășit doar de Oleg Blohin, cu 42 de goluri.
La nivel de club, Protasov a jucat pentru Dnepr Dnepropetrovsk ('82 - '87), Dinamo Kiev ('88 - '90), Olympiakos ('90 - '94), Gamba Osaka ('94 - '95), Veria ('96) și Proodeftiki ('98 - '99). A câștigat de două ori campionatul sovietic și a fost numit Fotbalistul Sovietic al Anului în 1987. A marcat 125 de goluri în campionatul URSS.
Protasov a jucat pentru echipa națională de 68 de ori, incluzând 1986 și 1990, la Cupele Mondiale, precum și la Euro '88, unde a marcat două goluri. A mai jucat un meci pentru echipa națională a Ucrainei în 1994.
După retragerea ca jucător, Protasov a început să antreneze, conducând pe Olympiacos către titlu în Grecia în 2003. În vara anului 2005 s-a instalat la conducerea echipei românești FC Steaua București pe care a pregătit-o timp de cinci luni.

## Palmares
- Liga Superioară a URSS (2): 1983, 1990
- Cupa Greciei (2): 1990, 1992